# Ronald Spelbos
Ronald Spelbos (8 de julio de 1954, Utrecht, Países Bajos) es un exfutbolista neerlandés que jugaba como defensor.

## Clubes
| Club       | País         | Año         |
| ---------- | ------------ | ----------- |
| AZ Alkmaar | Países Bajos | 1974 - 1982 |
| Brujas     | Bélgica      | 1982 - 1984 |
| AFC Ajax   | Países Bajos | 1984 - 1988 |

## Palmarés

### Campeonatos nacionales
| Título                   | Club       | País         | Año       |
| ------------------------ | ---------- | ------------ | --------- |
| Copa de los Países Bajos | AZ Alkmaar | Países Bajos | 1977-1978 |
| Eredivisie               | AZ Alkmaar | Países Bajos | 1980-1981 |
| Copa de los Países Bajos | AZ Alkmaar | Países Bajos | 1980-1981 |
| Copa de los Países Bajos | AZ Alkmaar | Países Bajos | 1981-1982 |
| Eredivisie               | AFC Ajax   | Países Bajos | 1984-1985 |
| Copa de los Países Bajos | AFC Ajax   | Países Bajos | 1985-1986 |
| Copa de los Países Bajos | AFC Ajax   | Países Bajos | 1986-1987 |

| Título           | Club     | País         | Año     |
| ---------------- | -------- | ------------ | ------- |
| Recopa de Europa | AFC Ajax | Países Bajos | 1986-87 |